# فراکافت کنشوری نوترونی گامای بی‌درنگ
فراکافت کنشوری نوترونی گامای بی‌درنگ (انگلیسی: Prompt gamma neutron activation analysis) یک نوع فراکافت است که برای تعیین مقدار عنصرها در بازه میکروگرم تا گرم‌های بالا، بهره‌گیری می‌شود.
این روش (اختصاری PGAA) که برپایه کنشوری نوترون است یک روش غیرمخرب برای نمونه به شمار می‌رود و از چند دقیقه تا چند ساعت، بسته به نوع نمونه به طول می‌انجامد. این فراکافت فرصت بررسی را فارغ از شکل شیمیایی نمونه فراهم می‌کند.

## سازوکار
در فراکافت کنشوری نوترونی گامای بی‌درنگ، از یک منبع نوترون، طیفی پیوسته به نمونه تابیده می‌شود و نمونه، پرتو گامای بی‌درنگ از خود گسیل می‌دهد. این گسیل، به وسیله یک طیف‌بین پرتو گاما آشکار می‌گردد و از فراکافت نتایج آن میزان نمونه مشخص می‌شود.